# Карел
Карел (фр. Carelles) насеље је и општина у западној Француској у региону Лоара, у департману Мајен која припада префектури Мајен.
По подацима из 2011. године у општини је живело 277 становника, а густина насељености је износила 20,94 становника/km². Општина се простире на површини од 13,23 km². Налази се на средњој надморској висини од 251 метар (максималној 255 m, а минималној 169 m).

## Демографија
| 1962. | 1968. | 1975. | 1982. | 1990. | 1999. | 2011. |
| ----- | ----- | ----- | ----- | ----- | ----- | ----- |
| 463   | 538   | 441   | 387   | 358   | 324   | 277   |

График промене броја становника у току последњих година